# Anolis whitemani
Anolis whitemani är en ödleart som beskrevs av  Williams 1963. Anolis whitemani ingår i släktet anolisar, och familjen Polychrotidae. IUCN kategoriserar arten globalt som livskraftig.

## Underarter
Arten delas in i följande underarter:
- A. w. whitemani
- A. w. lapidosus
- A. w. breslini